# Amour endormi (Le Caravage)
Pour les articles homonymes, voir Amour endormi.
Vous lisez un « article de qualité » labellisé en 2019.  Il fait partie d'un « thème de qualité ».
Amour endormi est un tableau de Caravage peint en 1608 à Malte. Il représente le personnage mythologique de Cupidon alias Amour, plongé dans un profond sommeil et dont le corps vivement éclairé se détache sur un fond très sombre. Contrairement à un autre tableau de Caravage intitulé L'Amour vainqueur (Amor vincit omnia) et réalisé environ six ans plus tôt autour d'un thème semblable, cette fois l'Amour n'a plus cet aspect triomphant, mais témoigne plutôt d'un apaisement complet des passions. Le tableau est réalisé en 1608, c'est-à-dire au moment où le peintre lombard vit en exil à Malte après avoir dû fuir Rome plusieurs années auparavant sous le coup d'une condamnation à mort pour assassinat.
C'est la dernière œuvre de la carrière de Caravage abordant un thème mythologique. Elle est destinée à l'un des frères chevaliers de l'ordre de Saint-Jean de Jérusalem à Malte, Francesco dell'Antella, peut-être en remerciement de ses manœuvres diplomatiques pour obtenir à Caravage le pardon papal lui permettant de retourner à Rome. Le tableau entre ensuite dans la collection d'art de la famille Médicis dès la fin du XVIIe siècle, pour y rester depuis lors ; il est toujours conservé de nos jours au palais Pitti de Florence, où il est exposé sous son titre italien Amorino dormiente.
La critique de l'amateur d'art européen du XVIIe siècle est enthousiaste devant la remarquable beauté du personnage. Le regard du spectateur moderne sur cette œuvre est différent ; certains historiens de l’art y voient un enfant à la posture étrange et à l'aspect souffreteux, au point même que des chercheurs en médecine débattent de la maladie dont il pourrait souffrir.

## Historique

### Contexte

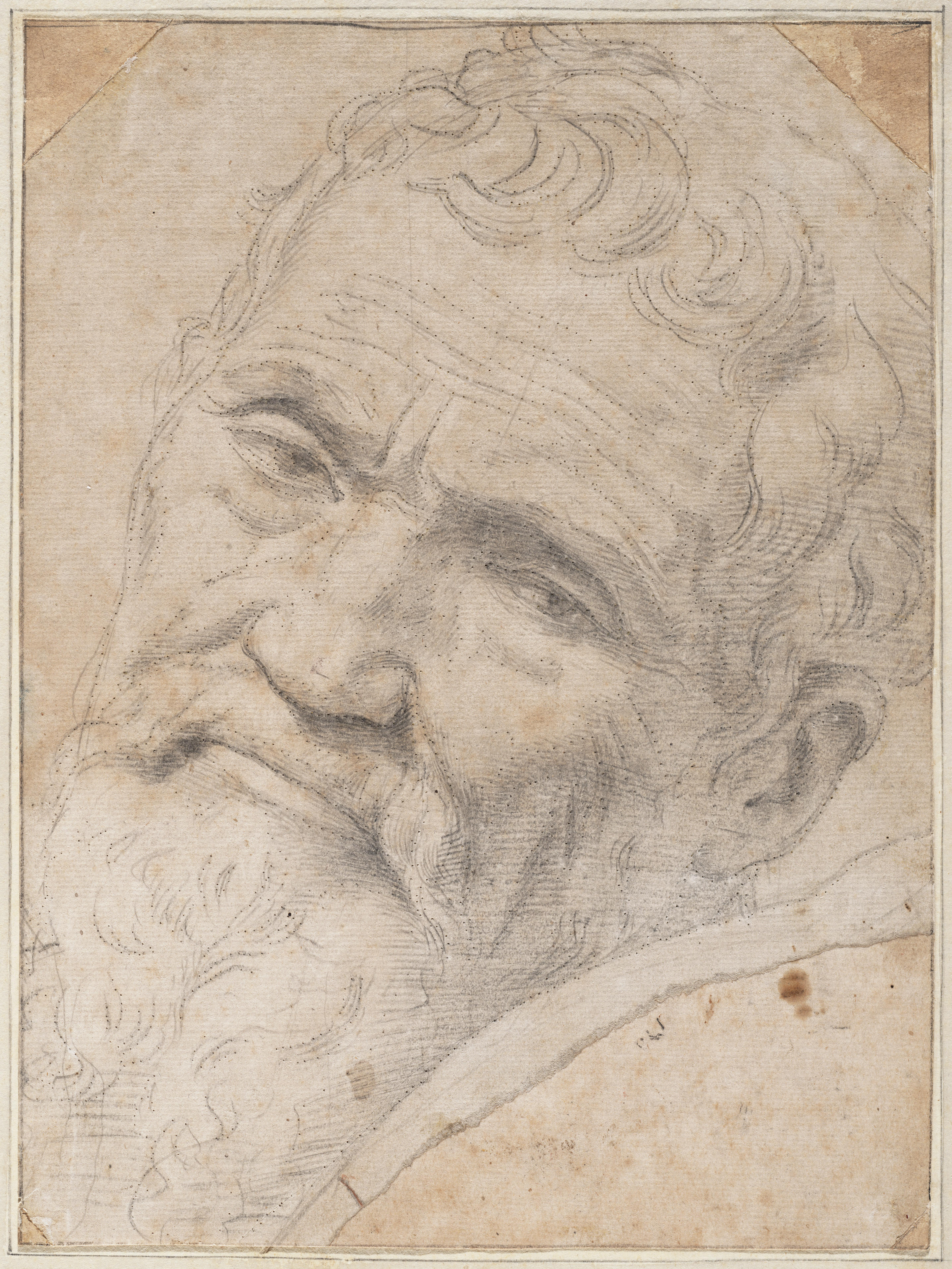
Caravage entretient avec Michel-Ange, son prestigieux prédécesseur, un rapport très compétitif qui le pousse à réinterpréter certains de ses thèmes.
Portrait par Volterra, 1548-1553 (musée Teyler).

Le tableau est réalisé en 1608 à l'intention du frère Francesco Antella (ou dell'Antella, selon les sources), chevalier de Malte. En juillet de la même année, Caravage devient chevalier de grâce dans l'ordre de Saint-Jean de Jérusalem à Malte, quelques années après avoir dû fuir Rome où il est recherché pour meurtre.
Pour bien interpréter le choix du thème, il importe de souligner l'impact persistant de l’œuvre de Michel-Ange, mort un demi-siècle auparavant mais avec lequel Caravage se sent en compétition tout au long de sa carrière. En l'occurrence, l'effet de comparaison, voire de compétition explicite entre l’œuvre de Michelangelo Merisi (dit « Caravage ») et celle de Michelangelo Buonarroti (Michel-Ange) ne fait guère de doute : en effet, tout amateur d'art à Florence au début du XVIIe siècle connaît parfaitement l'histoire de l'Amour endormi sculpté dans sa jeunesse par Michel-Ange et qui, comble du succès, avait été pris pour une véritable statue antique. La réinterprétation de ce même thème ne pouvait que renvoyer à ce glorieux antécédent, de la même façon que la Mise au tombeau de Caravage à Rome constituait un écho évident à la Pietà sculptée par Michel-Ange.
Dans la carrière de Caravage, ce n'est pas la première fois que ce thème de l'Amour/Cupidon est traité : le même personnage occupe déjà une place centrale dans L'Amour victorieux (Amor vincit omnia) réalisé environ six ans plus tôt, mais dans un traitement radicalement différent. Après son Amour endormi, le peintre n'aborde plus jamais de thème mythologique, jusqu'à sa mort deux ans plus tard en 1610.
Il est possible que Caravage soit influencé par les vers du cavalier Marin, poète contemporain à succès dont il est proche au moment de son séjour à Rome. En effet, Marino évoque à travers l'une de ses œuvres cet enfant-Amour qui dort, agité par des rêves tragiques et cruels, avant de se réveiller pour recommencer à faire ses victimes habituelles :
| Se tu'l sonno tenace rompi al fanciul sagace, desto il vedrai piu forte trattar quell'armi, ond'è e peggior che Morte. | Si tu brises le repos du sagace enfant, tu le verras à l'instant, toujours plus fort, reprendre les armes qui le rendent pire encore que la mort. |

À l'image de Marino, Caravage joue sur la frontière entre l'art et la réalité et renvoie à un ensemble de références antiques, non seulement à propos du mythe de Cupidon mais aussi des légendes grecques sur les images d'art si bien exécutées qu'elles trompent absolument le public.

Deux artistes et amis interprètent le même thème de l'Amour endormi.
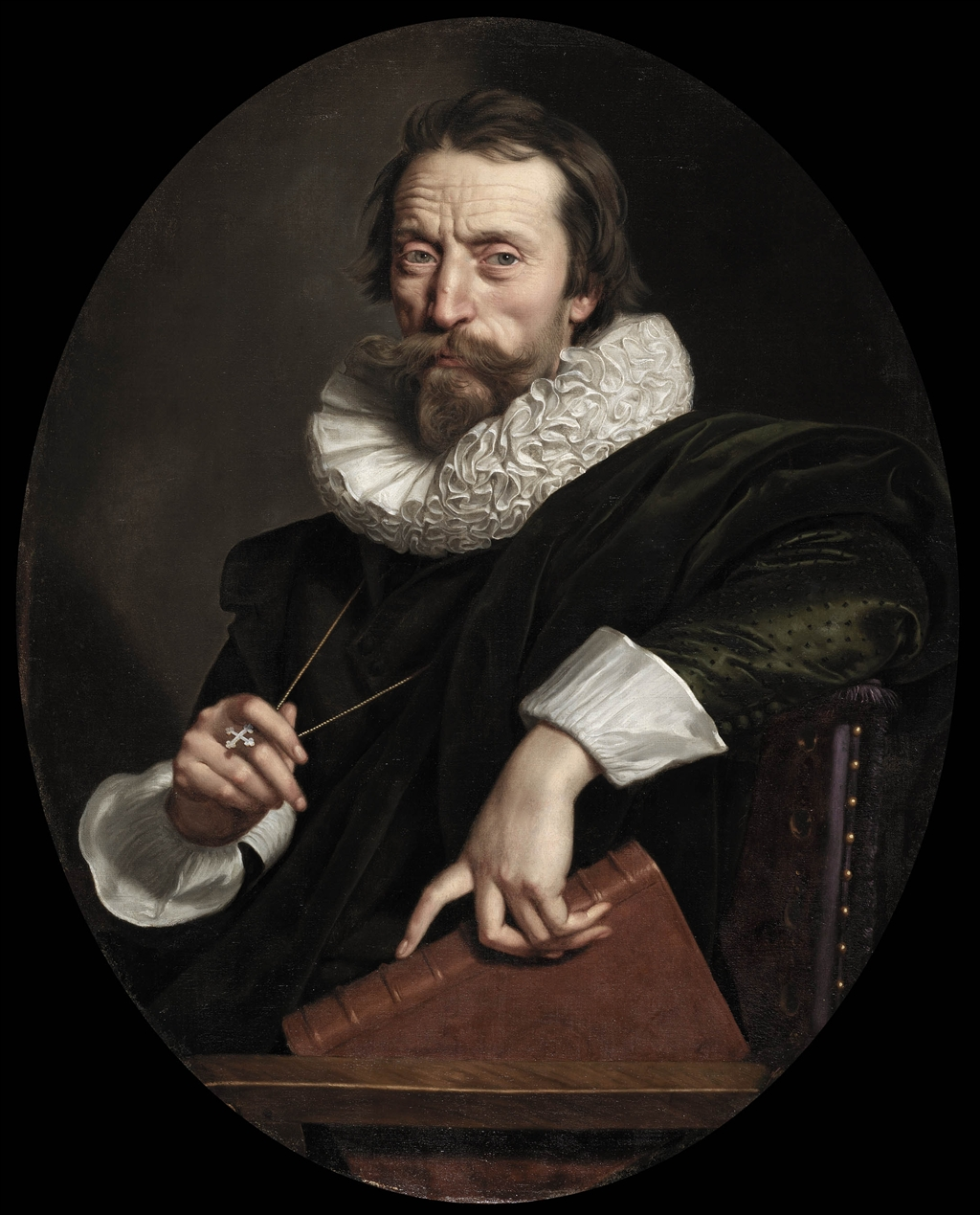
Le poète Giambattista Marino, alias le cavalier Marin. Portrait par Frans Pourbus le Jeune, v. 1619 (Detroit Institute of Arts).
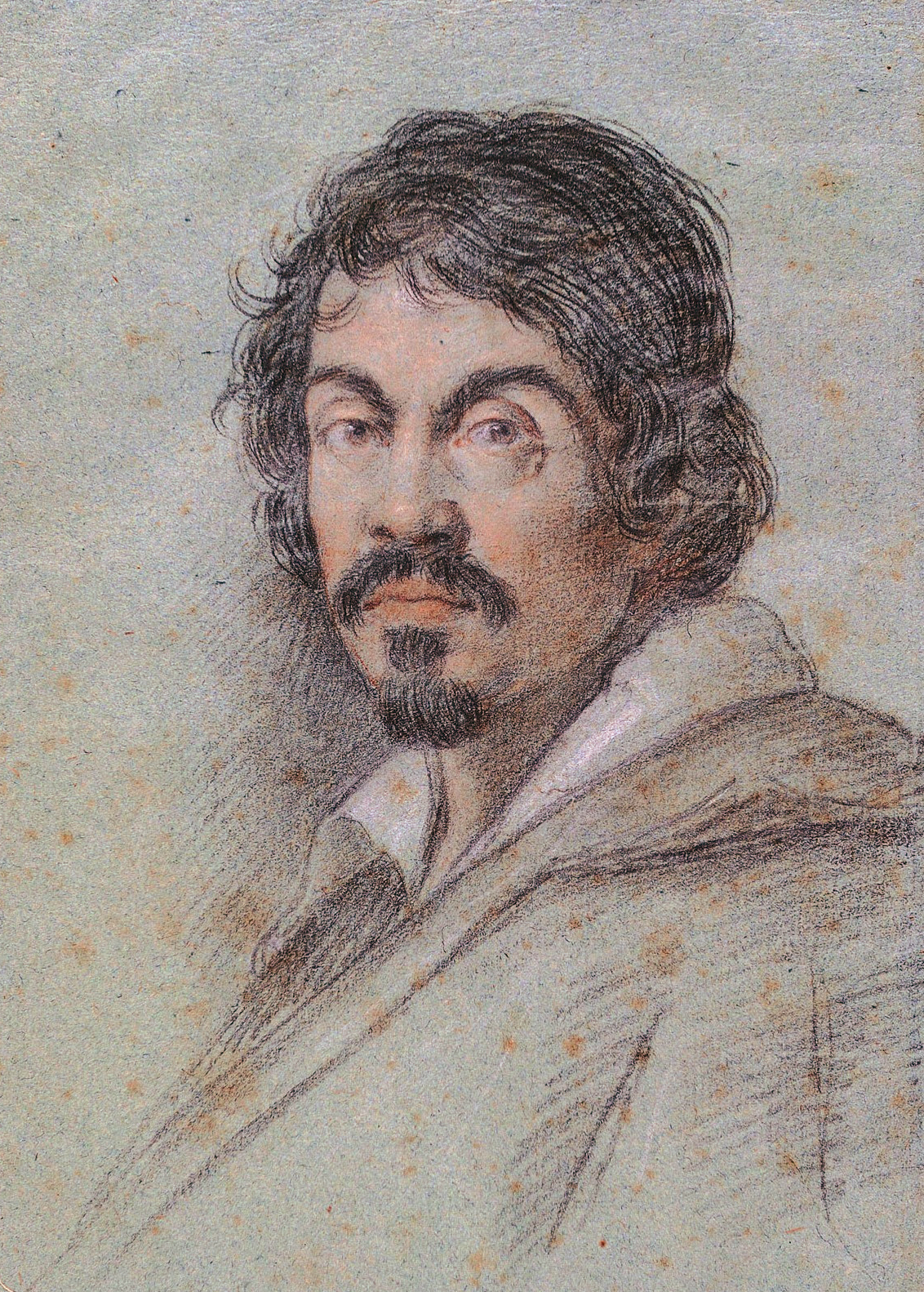
Le peintre Michelangelo Merisi, alias Caravage. Portrait par Ottavio Leoni, v. 1621 (bibl. Marucelliana, Florence).

### Commande et attribution

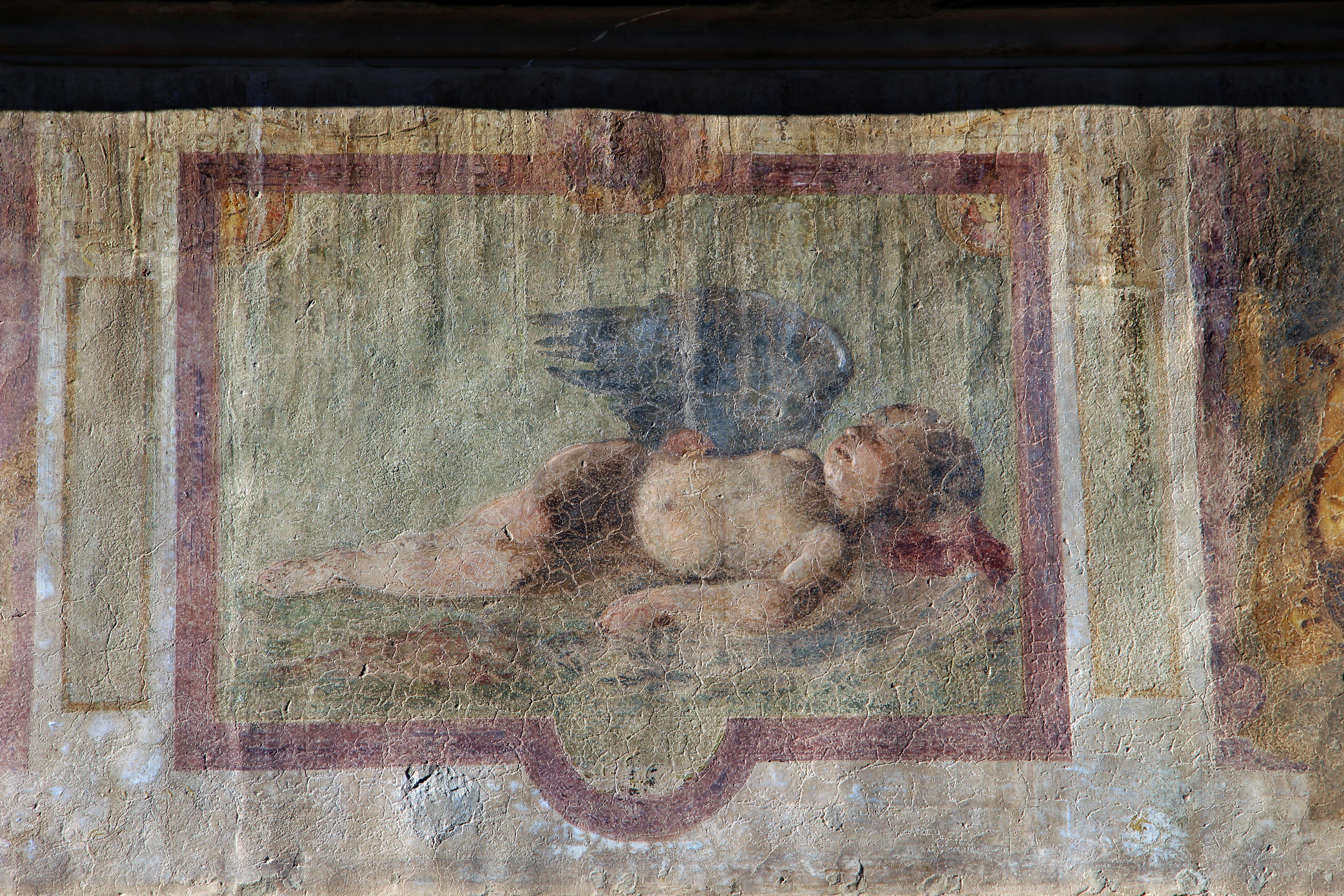
Copie sur fresque de l'Amour endormi, sur la façade du palazzo dell'Antella à Florence.

Le commanditaire du tableau, le Florentin Fra' Francesco Antella, est un proche du grand maître Alof de Wignacourt dont il est le secrétaire pour la Langue d'Italie,. C'est un amateur d'art éclairé, membre de l'Accademia del disegno — c'est-à-dire l'académie des beaux-arts de Florence — et proche des descendants de Michel-Ange. La recherche a établi qu'Antella est chargé par Wignacourt de s'assurer de l'obtention de la dispense papale nécessaire pour investir Caravage comme chevalier de l'Ordre, en dépit des poursuites judiciaires exercées à son encontre : dès lors, il devient probable que ce tableau lui soit offert en remerciement de ses bons offices. Il est également fort probable que ce soit le commanditaire lui-même qui détermine le choix de ce thème. La chercheuse Francesca Cappelletti, qui analyse le tableau comme « une allégorie subtile de la puissance d'Amour », y voit un hommage à la sensibilité et à la culture littéraire d'Antella.
Le chevalier possède également un autre tableau de Caravage : un portrait ovale de Wignacourt dont la trace est aujourd'hui perdue. Dès l'année suivante, en 1609, il fait rapatrier son Amour endormi dans sa ville de Florence, où une copie — toujours existante — est exécutée en 1619 par Giovanni da San Giovanni pour orner la façade du palazzo dell'Antella sur la place Santa Croce,.
Cette copie fait partie des éléments qui permettent de réattribuer le tableau à Caravage au début du XXe siècle, lorsque des historiens de l'art comme Roberto Longhi font sortir le peintre lombard de l'oubli quasi-universel dans lequel il était tombé. Longhi indique d'ailleurs que son attribution ne fait guère de doute, quand bien même il juge l’œuvre « relativement médiocre ». Ainsi, Matteo Marangoni souligne que la copie effectuée sur le palazzo dell'Antella ne pouvait se justifier que par la grande renommée de l'artiste initial ; il fait également remarquer qu'une inscription ancienne, au dos de la toile, identifie son auteur ainsi que la date et le lieu de l'exécution (« opera di Michelangiolo Maresi da Caravaggio i Malta 1608 ») ; enfin, il souligne que des arguments stylistiques comme la composition et le travail de la lumière pointent très évidemment vers le style de Caravage. Des découvertes documentaires effectuées jusqu'à la fin des années 1990 permettent de confirmer avec certitude le trajet du tableau et le rôle joué par Francesco dell'Antella.

### Parcours du tableau

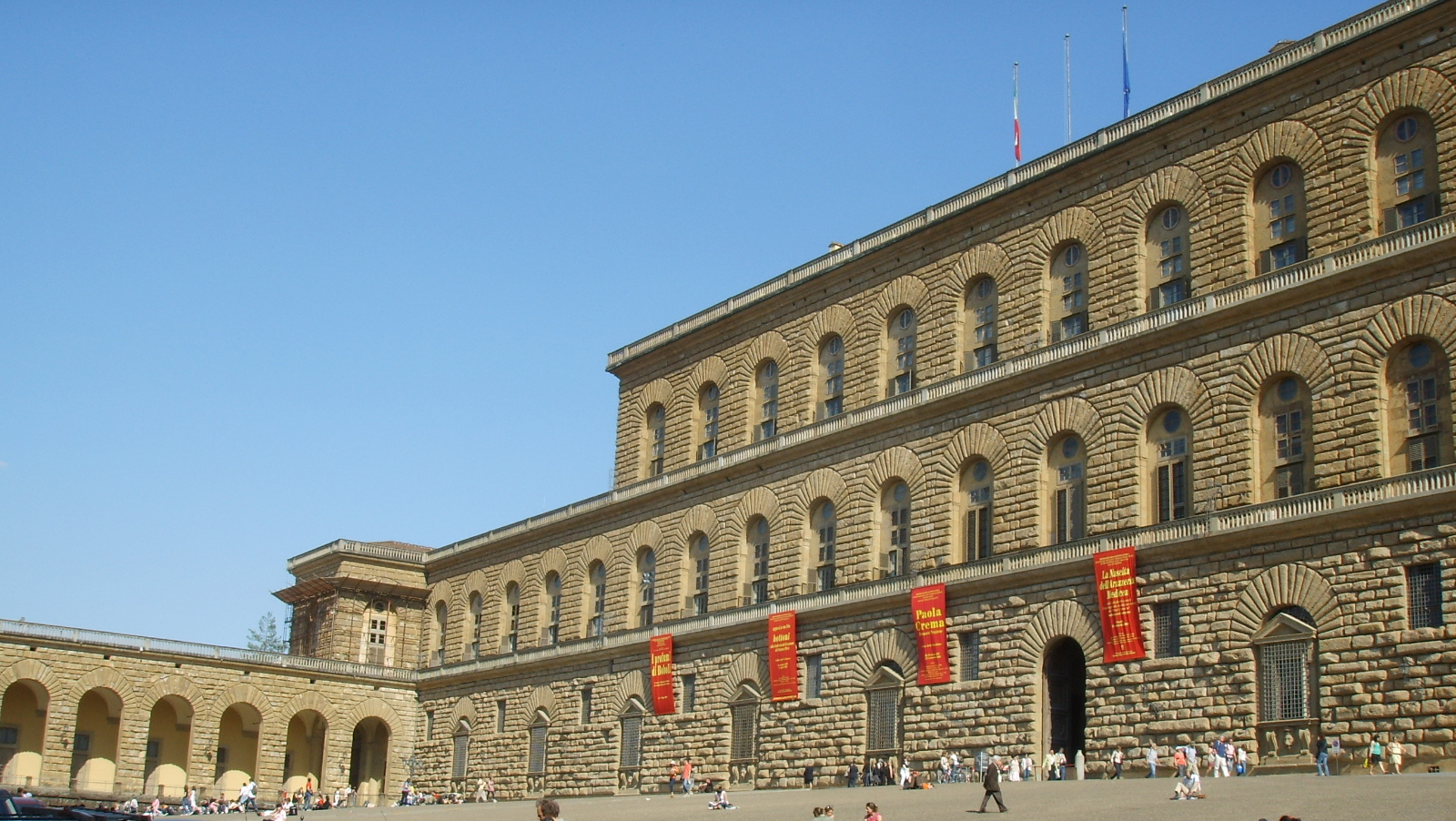
Depuis son entrée dans les collections de la famille Médicis dès la fin du XVIIe siècle, la toile de Caravage est abritée dans leur résidence historique de Florence : le palais Pitti.

Une fois livré à Malte entre les mains de Fra' Francesco Antella en 1608, le tableau est très vite envoyé à Florence chez son frère Niccolò, qui est sénateur. Au cours des décennies suivantes, il est transmis en héritage direct jusqu'à Donatello Antella, qui est moine et n'a pas d'enfants : le lignage héréditaire s'interrompt donc à sa mort en 1667. Le tableau est alors acquis par le cardinal Léopold de Médicis : il entre ainsi définitivement en possession de cette famille. Entre 1675 et 1681, c'est-à-dire sous Cosme III, l'Amour endormi intègre la collection du grand-duc de Toscane.
La toile est dès lors conservée au palais Pitti de Florence, résidence historique des Médicis, où elle est exposée sous le titre italien Amorino dormiente.

## Description
Le tableau est réalisé à l'huile sur toile, selon un format moyen (72 × 105 cm) typique du « tableau de chambre » ou « de cabinet » à usage privé,. Il est dans un état de conservation médiocre, sa surface est très usée.
Une seule figure apparaît et occupe tout l'espace de la toile, parallèlement au plan du tableau : il s'agit d'un enfant nu représenté grandeur nature, allongé sur le dos mais avec le bas du corps tourné vers le côté gauche, les yeux fermés, abandonné au sommeil. Marangoni parle d'une « belle et simple disposition du corps, comme sur un parallélogramme ». L'enfant fait face au spectateur, éclairé d'une lumière provenant de la gauche et dont la douceur peut faire penser aux premières lueurs de l'aube ; le fond très sombre ne permet pas de percevoir le moindre décor. Il porte des ailes dans le dos à la manière d'un ange chérubin, qui dessinent autour de lui deux segments de cercle fantomatiques ; près de lui gisent un arc de style indo-perse et une flèche. Un carquois rempli de flèches soutient sa nuque. Ce sont là les attributs classiques de Cupidon alias « Amour », l'une des figures mythologiques romaines, proche du personnage d'Éros pour la mythologie grecque. L'aile au premier plan, mieux conservée que le reste, est peinte dans un délicat dégradé de couleurs allant du gris au bleu, mais la palette est très réduite pour privilégier un effet intense de clair-obscur qui envahit la toile de lourdes zones d'ombre.
Le thème est déjà classique lorsque Caravage peint ce tableau, ce qui rend délicat l'identification de ses sources d'inspiration. Une estampe produite par Giovan Battista Scultori en 1538 pourrait en être une.

## Analyse

### De l'Amour vainqueur à l'Amour endormi
Le tableau est typique de la manière tardive de Caravage à plus d'un titre. Sur le plan technique, l'exécution est rapide et l'analyse par radiographie montre qu'une couche de préparation a été étalée de haut en bas, comme pour ses autres œuvres de la période. Quant au thème du nu enfantin, il montre que Caravage a pris toutes ses distances avec l'idéalisation de sa jeunesse et la recherche d'une beauté objective chez ses modèles. Il est fréquent de voir la critique confronter ce tableau avec une autre célèbre représentation d'un thème voisin par le même peintre, l'Amour vainqueur du marquis Giustiniani : en l'espace de six années, Caravage est passé d'une représentation d'un dieu adolescent, plein de joie et de santé, à un petit être à l'aspect souffreteux et qui offre plutôt, aux regards modernes, une impression de laideur et de banalité.

Six ans plus tôt, Caravage proposait un tout autre traitement du même thème mythologique.
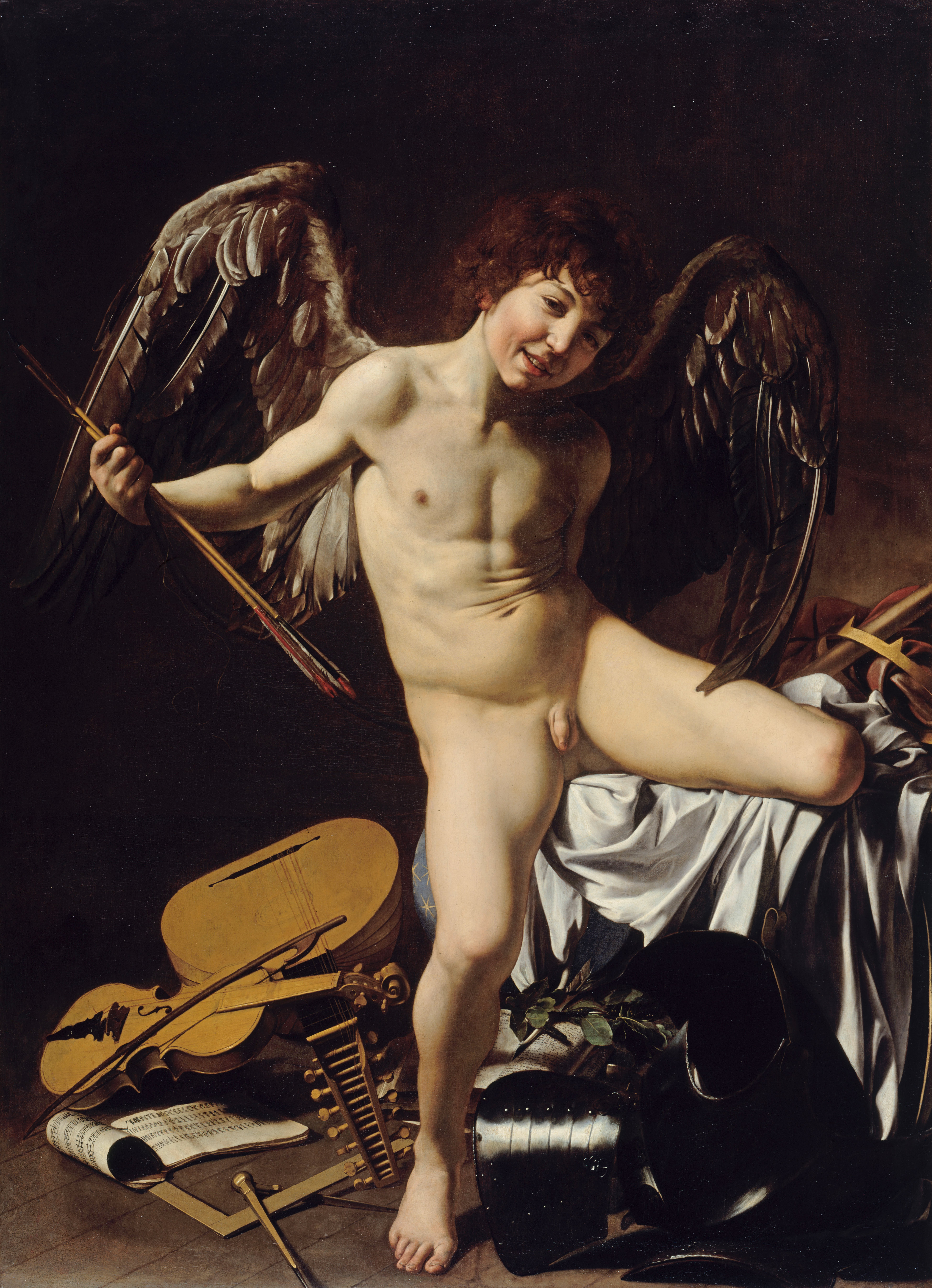
L'Amour vainqueur. Berlin, Gemäldegalerie.
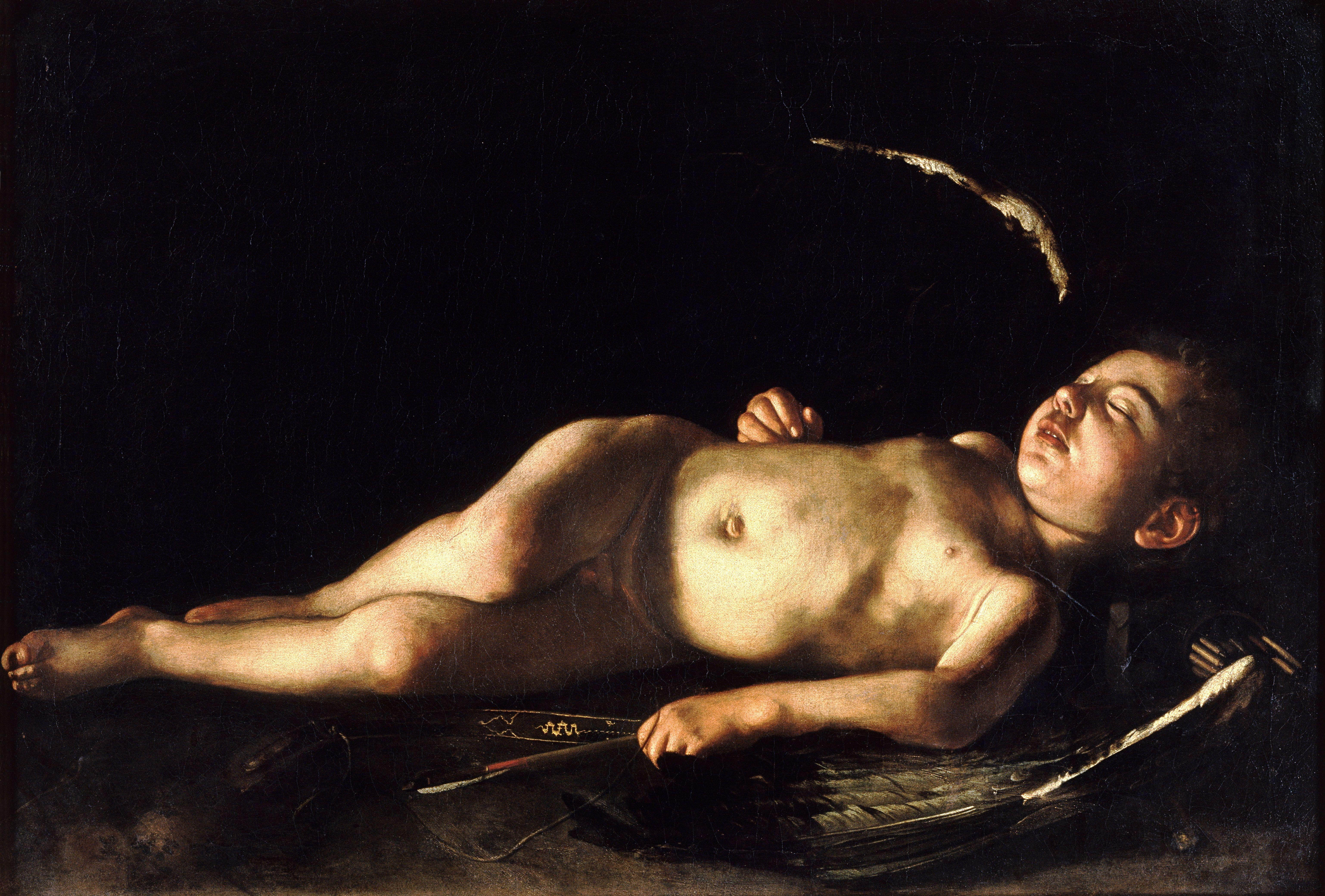
Amour endormi. Florence, palais Pitti.

Certains experts du domaine médical tentent même de discerner sur ce petit corps les signes d'une maladie qui pourrait expliquer ce malaise ressenti en le voyant : ainsi, un article du Lancet en 1994 postule un diagnostic d'arthrite rhumatoïde, tandis qu'un autre y réagit en affirmant qu'il s'agirait plutôt d'un cas de rachitisme. Certains critiques d'art du XXIe siècle reprennent à leur compte ces hypothèses médicales : ainsi, le chercheur John Varriano explique le remarquable effet de réalisme du tableau par la qualité descriptive du fragile état de santé de son modèle. Il note d'ailleurs que l'Amour endormi est le seul tableau mythologique de Caravage à être dénué de toute implication narcissique, tant le physiologique a pris le pas sur le psychologique.
Cependant, même si l'enfant peut sembler laid ou maladif d'un point de vue de spectateur du XXIe siècle, ce n'était pas du tout le cas au moment de la réalisation du tableau, quatre siècles plus tôt : aucun témoignage d'époque ne s'en fait l'écho. Bien au contraire, c'est un accueil enthousiaste qui est réservé à cette nouvelle œuvre, dont la beauté est unanimement louée par les amateurs d'art. Outre la question de l'évolution des goûts et des approches esthétiques, l'historienne de l'art Sybille Ebert-Schifferer fait aussi remarquer que l'impression que dégage aujourd'hui cette figure enfantine est très déformée par l'état actuel de la toile. Elle mentionne ainsi « l'usure extrême de la surface, surtout au niveau des carnations, laissant souvent deviner le fond sombre ».
Bien loin du dynamisme de l'Amour agissant, Caravage s'oppose à la tradition iconographique à travers de nombreux détails qui soulignent l'aspect inoffensif de cet Amour dont, d'ailleurs, le sexe est à peine visible : sans doute peut-on y voir avec l'historien de l'art Keith Sciberras un effet de pudeur et de décorum. Roberto Longhi évoque d'ailleurs une possible réminiscence de l'échec que lui a valu peu de temps auparavant La Madone au serpent, refusée à cause de son manque de décorum et du « nu abject » de l'enfant Jésus. Le tableau de l'Amour endormi présente une dynamique fort différente : la corde de l'arc est relâchée, sa flèche elle-même pointe vers l'intérieur du tableau comme si elle visait l'Amour lui-même. Plus que le thème érotique, c'est celui de la tranquillité à travers le sommeil qui domine : l'analyse radiographique montre d'ailleurs que le personnage tenait initialement un pavot dans la main droite, et qu'une chouette se trouvait derrière lui : ce sont là deux références classiques au thème du sommeil. Ceci peut expliquer pourquoi un tel sujet est destiné à la collection d'un commanditaire appartenant à un ordre religieux : on peut y voir une allusion au vœu de chasteté des chevaliers de Malte, ou encore à la notion de domination des passions. Quoi qu'il en soit, ce personnage incarnant l'amour arbore des traits presque tragiques : l'historien de l'art Sebastian Schütze souligne qu'« il ne reste rien de l'innocence puérile et la gaieté primesautière du dieu antique de l'amour », tandis que son collègue Avigdor Posèq va jusqu'à évoquer une composition digne d'un memento mori.

### Reprise des codes de la sculpture
D'un autre point de vue, cette réinterprétation peut aussi être considérée non pas comme tragique mais comme ironique — ou au moins irrévérencieuse. C'est la thèse que développe notamment l'historienne de l'art Catherine Puglisi qui estime que Caravage, dans sa poursuite compétitive du modèle sculpté de Michel-Ange, vise en réalité à tourner en dérision son bel Éros somnolent, aux proportions classiques et à la pose angélique : l'enfant de Caravage arbore au contraire des traits absolument ordinaires, son ventre est proéminent et il semble même ronfler la bouche ouverte. Roberto Longhi estime également qu'il y a chez Caravage une volonté d'exagérer, de forcer le trait, même si lui ne fait pas explicitement mention de la rivalité avec Michel-Ange : le Lombard semble « se complaire à pousser jusqu'à l'horrible le symbole canonique de la beauté païenne ».
Il est fort probable que ce soit dans cet esprit de comparaison avec la statue de son prédécesseur florentin que Caravage travaille autant les aspects sculpturaux de son tableau : le relief du personnage est fortement marqué, le motif du Cupidon est isolé, la palette est réduite au strict nécessaire et les contrastes entre l'ombre et la lumière sont appuyés. Par ce biais, Caravage semble donc participer à sa façon au débat contemporain du paragone qui compare et oppose les mérites respectifs de la peinture et de la sculpture.

## Influence

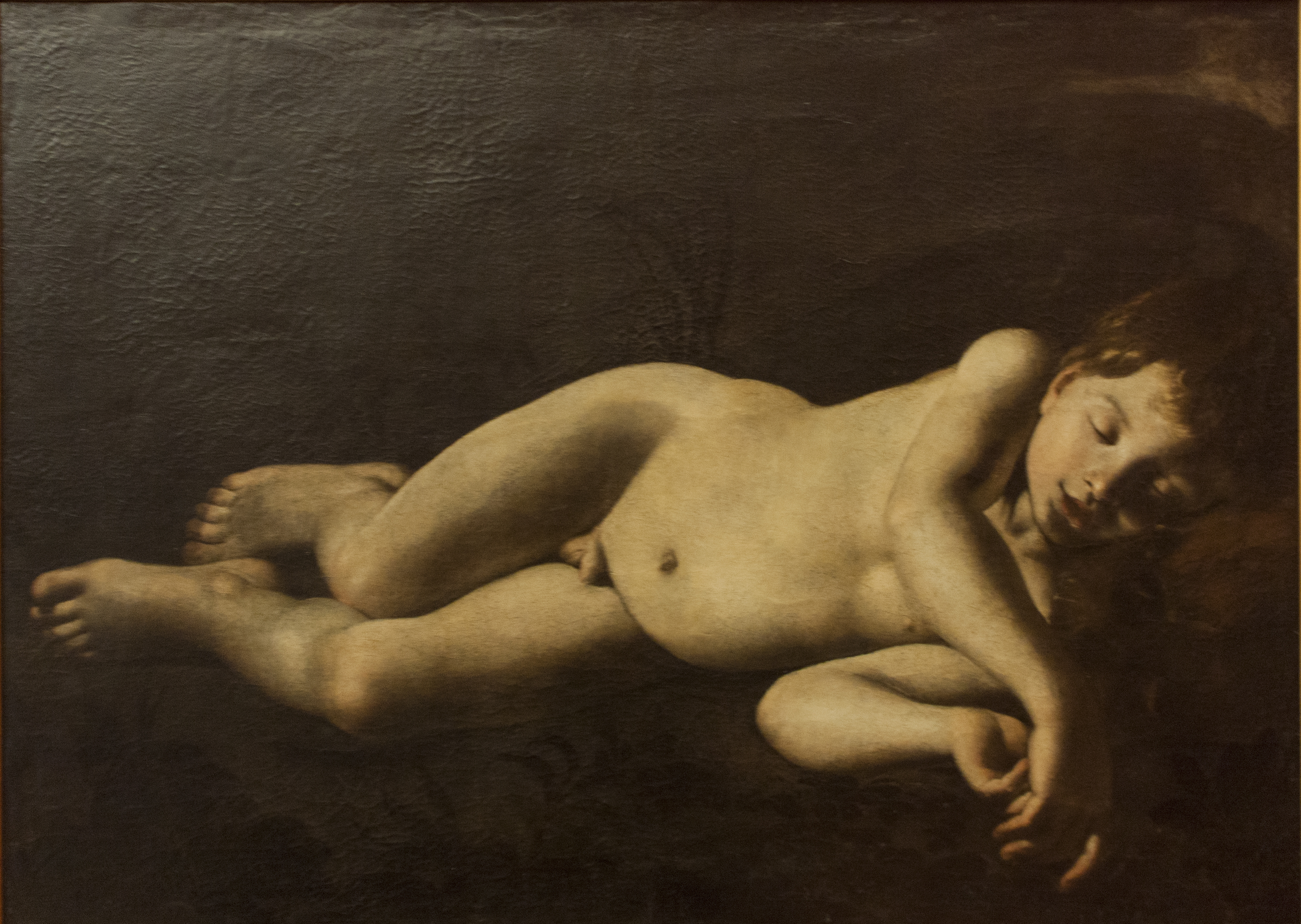
Amour endormi de Caracciolo, v. 1618 (palais Abatellis, Palerme).

La toile de Caravage remporte un vif succès et inspire par la suite de nombreux peintres et poètes. Toutefois, l'aspect potentiellement ironique ou décalé du traitement de ce thème mythologique n'est pas immédiatement repris : ainsi, Caracciolo propose une version largement enjolivée avec son Enfant endormi de 1618 . Il faut attendre Vélasquez puis Rembrandt pour revoir apparaître des versions irrévérencieuses de thèmes mythologiques comme celui de Ganymède.
L'une des copies contemporaines encore existantes, conservée à Indianapolis aux États-Unis, est un temps considérée comme un possible autographe de Caravage avant d'être déclassée au début des années 1980 au profit d'un simple « suiveur ».